# Slattery Peak
Der Slattery Peak ist ein rund 600 m hoher, annähernd isolierter Berggipfel auf der antarktischen Ross-Insel. Er ragt 9 km südwestlich des Knoll und 6 km ostnordöstlich der Rohnke Crests aus der Eisdecke südöstlich des Mount Terror auf.
Namensgeber ist der Neuseeländer Leo Bernard Slattery (* 1953), der dreimal auf der Scott Base überwinterte und zwischen 1973 und 1974, 1979 und 1980, 1981 und 1982 sowie 1983 und 1984 dort als Postbeamter tätig war.